# Sertularella ornata
Sertularella ornata är en nässeldjursart som beskrevs av Hjalmar Broch 1933. Sertularella ornata ingår i släktet Sertularella och familjen Sertulariidae. Inga underarter finns listade i Catalogue of Life.